# Carpaneto Piacentino
Carpaneto Piacentino – miejscowość i gmina we Włoszech, w regionie Emilia-Romania, w prowincji Piacenza.
Według danych na rok 2004 gminę zamieszkiwało 6881 osób, 109,2 os./km².